# Festival Internacional de Teatre de Sibiu
El Festival Internacionalt de Teatre de Sibiu (oficiament i en romanès Festivalul Internațional de Teatru de la Sibiu) és un dels fesitvals d'arts en viu més destacats del món, i el tercer més gran, després del Festival d'Avinyó i el Festival d'Edimburg. El FITS té lloc a la ciutat de Sibiu, Romania, i se sol celebrar durant el mes de juny. Fundat el 1993 per Constantin Chiriac, el programa de festival presenta noms famosos de l'escena internacional, oferint més de 500 esdeveniments de d'una setantena de països per edició.